# War Thunder Mobile
WarThunder Mobile（ウォーサンダーモバイル）はGaijinEntertainment社がPS4、5版およびPC版として発売した基本プレイ無料ゲームWarThunderをベースにスマホ向けに一部機能を無くして発売したPS版・PC版と同じ基本プレイ無料のスマホゲームである。 
iOS、Androidで2023年8月22日に全世界正式リリースした。

## ゲーム概要
実際に存在するあるいは実在したリアルな軍事機体を操作して、他のプレイヤーとオンラインで対戦する軍事アクションマルチプレイゲーム（MMOコンバットゲーム）。

## 機体の入手方法
各国ツリーで最初の機体を選び戦闘に出撃し、RP(リサーチポイント)を集め機体を研究して、完了後シルバーライオンで購入する形で入手可能。プレミアム機体(以降プレ機体)はゴールデンイーグルで購入することができ、そのまま使うことができる。高くつくがそれに見合う性能がある。

## 機体とクルーのランクとレベル
機体ごとにティアがあり、上がるごとに武装も強くなったり獲得できる報酬が高くなったりする。また、機体の搭載する武装をカスタムすることができ機体レベルを上げることによってアンロックすることができる。レベルの上げ方は戦闘に出撃し、敵機の撃墜や撃破、撃沈、目標の破壊で上げることができるクルーのレベルも機体同様に上げることができる。プレ機体はクルー以外のレベルは最高レベルなので武装を最初から変更することができる。

## 容量
Android 10以降の4GB以上のRAMを搭載したデバイスでプレイ可能。具体的な容量は、インストールする機種やゲーム内のデータ量によって変動する。